# Rysy
Der Rysy (deutsch Meeraugspitze) ist ein Berg an der polnisch-slowakischen Grenze in der Hohen Tatra. Er besitzt zwei Gipfel. Der höchste Punkt liegt in der Slowakei und erreicht eine Höhe von 2503 m n.m. Der Nordwestgipfel ist mit 2499 m n.p.m. der höchste Berg Polens.

## Lage und Umgebung
Die Staatsgrenze verläuft über den Nordgrat und den Westgrat; Ostwand und Südwestflanke gehören zur Slowakei, die Nordwestflanke zu Polen. Der Hauptgipfel liegt knapp südlich des Treffpunkts von Nord- und Westgrat. Der Rysy liegt auf dem Hauptkamm der Tatra. Unterhalb des Gipfels liegen drei Täler, das Fischseetal (Dolina Rybiego Potoku) im Nordwesten, der Almengrund (Bielovodská dolina) im Nordosten und das Mengsdorfer Tal (Mengusovská dolina) im Süden. In seiner ca. 500 m hohen Nordostwand gibt es zahlreiche Kletterrouten.
Vom Gipfel der Dénesspitze (Niżnie Rysy) im Norden wird die Meeraugspitze durch die Meeraugscharte (Przełęcz pod Rysami) getrennt und von dem westlich gelegenen Simonturm (Żabi Koń) durch das Froschseejoch (Żabia Przełęcz).

## Etymologie
Der polnische und slowakische Name Rysy leitet sich von den Couloirs auf seinen Nordhängen über dem Bergsee Czarny Staw pod Rysami ab. Rysy ist das polnische Wort für „Risse“, kann also als „Risse im Berghang“ übersetzt werden. Der Name wurde bereits im frühen 19. Jahrhundert verwendet und bezog sich zunächst auf alle Gipfel um den Bergsee Czarny Staw pod Rysami. Ende des 19. Jahrhunderts wurden nur der Rysy und der Niżnie Rysy so genannt.
Der deutsche Name Meeraugspitze leitet sich vom nordwestlich (auf der polnischen Seite) des Berges gelegenen Karsee namens Meerauge ab (polnisch Morskie Oko). Er war seit der Mitte des 19. Jahrhunderts gebräuchlich. Auch  Tytus Chałubiński benutzte im 19. Jahrhundert die polnische Variante Morskooki Szczyt.  Einige der zahlreichen Karseen in der Hohen Tatra nennt man auf Polnisch oko (deutsch: Auge, Mehrzahl: oka oder oczy, Verkleinerung Oczko), insbesondere wenn sie eine runde Form haben, z. B. Wole Oko, Morskie Oko, Małe Morskie Oko, Żabie Oko, Małe Żabie Oko, Kosowinowe Oczko, Waksmundzkie Oka. Größere und in ihrer Form asymmetrische Seen werden in der Regel auf Polnisch staw (deutsch: „Teich“, Mehrzahl: stawy) und auf Slowakisch pleso (Mehrzahl: plesa) genannt, z. B. Wielki Staw Polski, Czarny Staw pod Rysami, Czarny Staw Gąsienicowy.

## Flora und Fauna
Trotz seiner Höhe besitzt der Rysy eine bunte Flora und Fauna. Es treten 63 Pflanzenarten auf, insbesondere hochalpine Blumen und Gräser. Neben Insekten und Weichtieren sowie Raubvögeln besuchen auch Murmeltiere und Gämsen den Gipfel. Selbst Füchse wurden auf dem Rysy gesehen.

## Besteigungen
Erstbesteigungen:
- Sommer – Eduard Blásy und Ján Ruman-Driečny am 30. Juli 1840.[1] Im 19. Jahrhundert befand sich auf dem Gipfel eine Gedenktafel zu Ehren von Eduard Blásy.
- Winter – Theodor Wundt und Jakob Horvay, 10. April 1884.[2]

Im Jahr 1899 stiegen Maria Skłodowska-Curie und Pierre Curie von der heute polnischen (Nord-)Seite auf den Rysy. Damals lag der Berg rundum in Österreich-Ungarn.
In den Jahren 1913 und 1914 war Wladimir Iljitsch Lenin mehrmals auf dem Gipfel, als er in Poronin, am nördlichen Fuße der Tatra im damaligen Galizien, lebte. Nach ihm wurde 1952 der Wanderweg von Zakopane über das Meerauge auf den Rysy als Lenin-Weg benannt. Eine Gedenktafel zu Ehren seines Aufstiegs auf den Rysy wurde mehrmals zerstört. Sie besteht nicht mehr.
Beim Besteigen des Rysy allein auf polnischer Seite sind bereits mehr als 50 Personen tödlich verunglückt. Das größte Unglück auf der polnischen Seite der Tatra ereignete sich am 28. Januar 2003, als acht Wanderer in einer Lawine ums Leben kamen.

## Tourismus

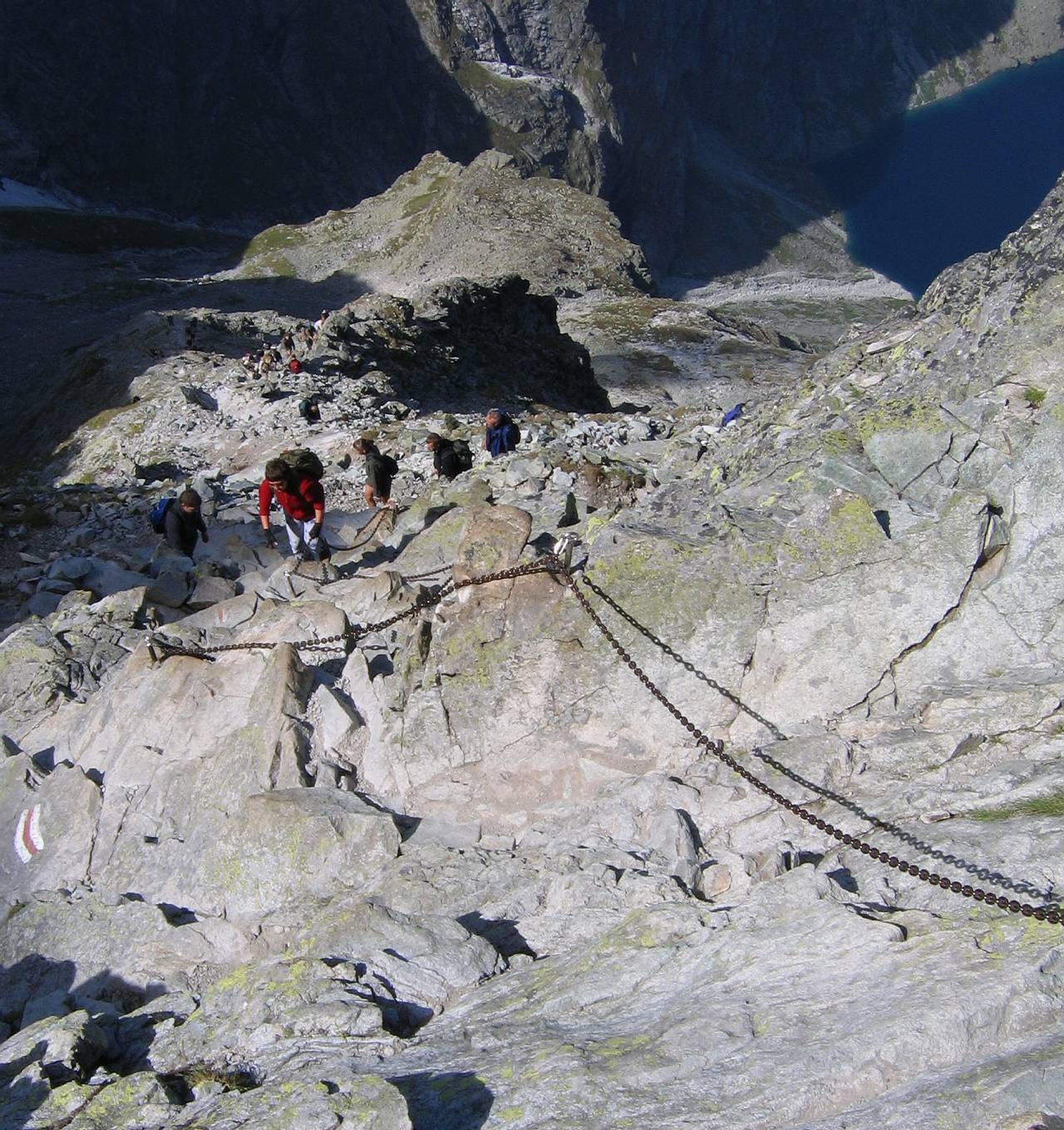
Kettensicherung auf polnischer Seite

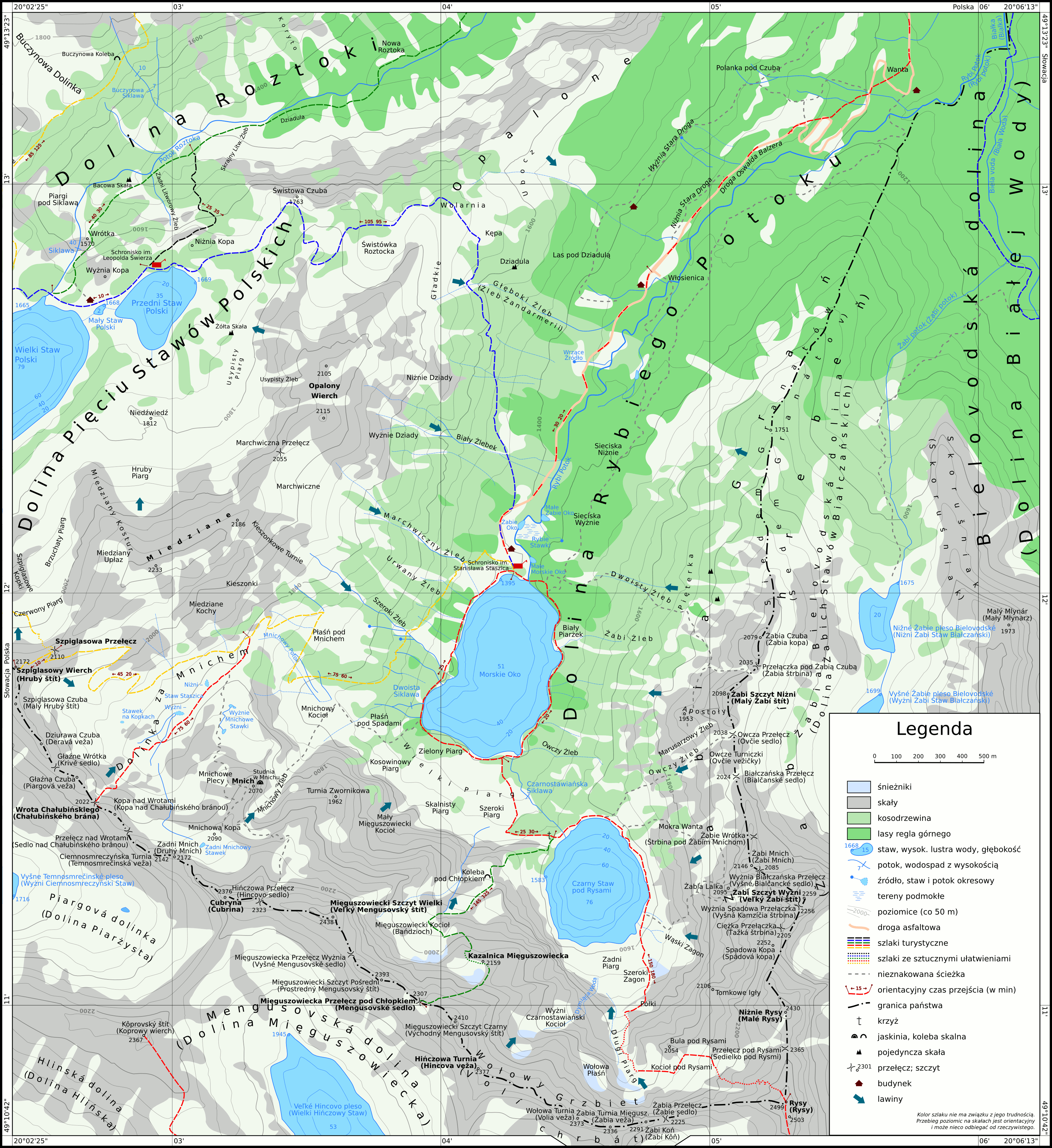
Karte des Wanderwegs auf polnischer Seite

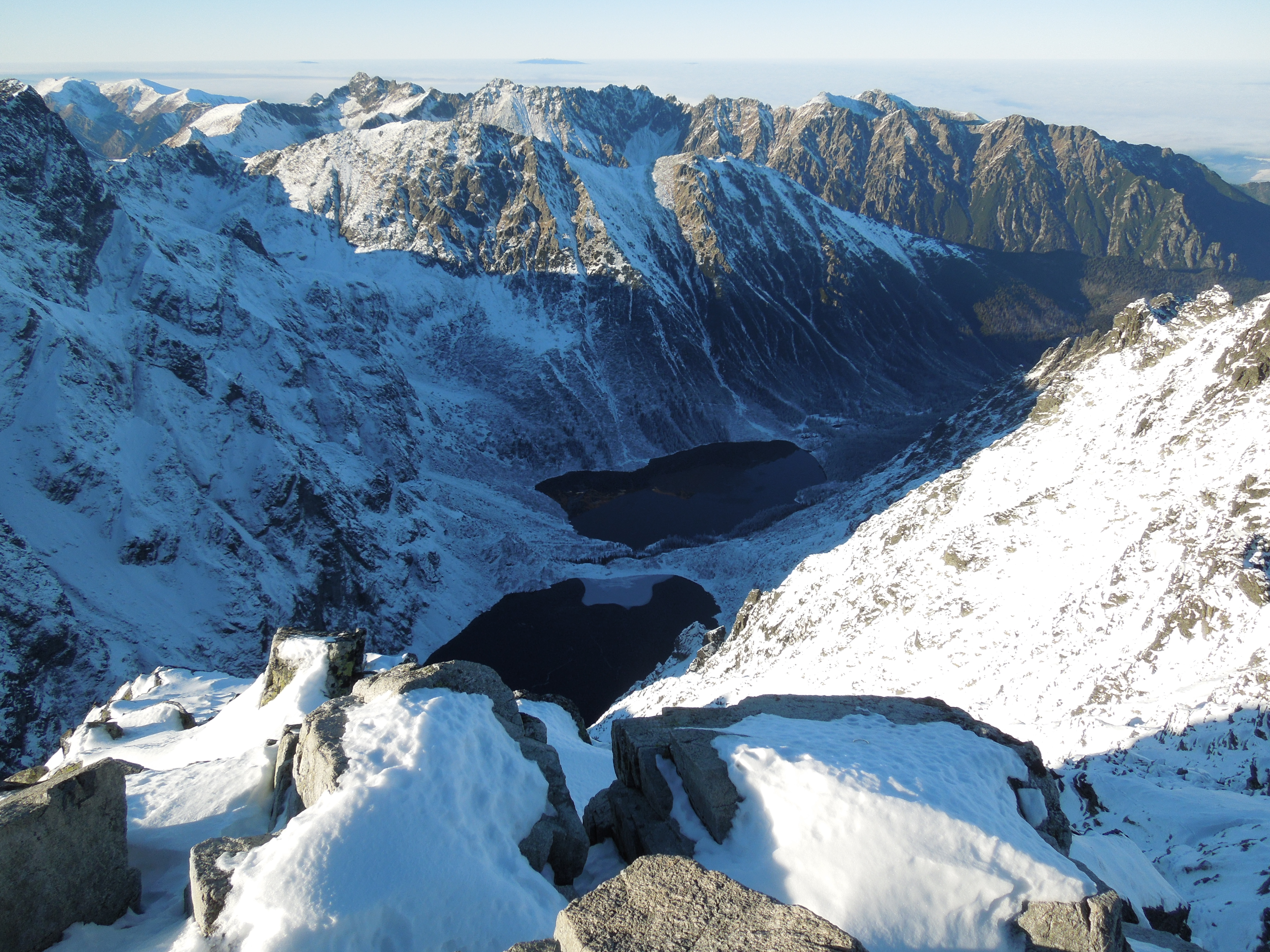
Blick auf den Nordhang im November

Der Rysy ist bei Wanderern der beliebteste Gipfel der ganzen Tatra. Er ist auf der einen Seite der höchste Berg der Tatra, auf den ein Wanderweg führt. Auf der anderen Seite ist der Aufstieg mittelschwer, d. h. auch für ungeübte Bergsteiger durchaus machbar. Dort, wo es schwieriger wird, gibt es auf polnischer Seite einen ca. 360 Meter langen kettengesicherten Abschnitt. Beim Aufstieg von polnischer Seite sind über 1100 Höhenmeter vom Bergsee Meerauge (Schutzhütte) bzw. über 1500 Höhenmeter vom Parkplatz am Rand des Nationalparks zu überwinden. Die letzten 900 Höhenmeter haben eine durchschnittliche Steigung von 30°. Auch im Sommer liegt auf dem Nordhang oft Schnee an schattigen Stellen des Wanderwegs.
Der Rysy ist jedoch vor allem wegen des Panoramas von der Bergspitze beliebt. Bei guten Wetterbedingungen reicht die Sicht ca. 200 km. Es kann also nicht nur die Woiwodschaftshauptstadt Krakau im Norden (ca. 90 km), sondern auch die Gipfel der Bieszczady (200 km) im Osten im polnisch-slowakisch-ukrainischen Dreiländereck gesehen werden. Insgesamt kann man vom Rysy über 80 Tatragipfel und ca. 50 Gipfel der umliegenden Gebirgszüge erkennen sowie 13 größere Bergseen. Bis 2007 befand sich auf dem Gipfel ein Grenzübergang, der nach dem Beitritt von Polen und der Slowakei zum Schengen-Raum obsolet geworden ist. Die polnisch-slowakische Grenze kann nun überall überschritten werden. Die Verwaltungen der Nationalparks schreiben jedoch vor, dass für Wanderer ohne besondere Genehmigung nur markierte Wanderwege zur Verfügung stehen.

### Routen zum Gipfel
Der Rysy ist der höchste Berg der Hohen Tatra sowie der ganzen Tatra, auf den ein markierter Wanderweg führt. Der Wanderweg führt auf beiden Seiten der Grenze von Polen über den Gipfel in die Slowakei bzw. umgekehrt. Zu beachten ist jedoch, dass die Wanderwege auf slowakischer Seite von Anfang November bis Mitte Juni geschlossen werden. In dieser Zeit ist ein Aufstieg nur auf polnischer Seite möglich.

### Wintersport
Auf dem Rysy gibt es keine Skigebiete. Die Wanderwege werden jedoch auf polnischer Seite im Winter nicht geschlossen. Ausreichend Schnee liegt regelmäßig von November bis April. Es ist daher möglich, „abseits der Piste“ auf dem markierten Wanderweg vom Rysy auf Skiern oder dem Snowboard herunter zu fahren, wenn man zunächst den Aufstieg mit der Wintersportausrüstung in Kauf nimmt. Die Abfahrt gilt als sehr schwierig, die ersten 900 Höhenmeter müssen auf einem Hang mit einer Neigung von durchschnittlich 30° überwunden werden. Es besteht oft Lawinengefahr. Auf den markierten Wanderwegen am Hang des Rysy kann auch Skilanglauf oder Schneeschuhwandern betrieben werden. Ausgangspunkt ist stets die ganzjährig geöffnete Schutzhütte am Bergsee Meerauge.

## Panorama

Panorama vom Grenzgipfel

## Belege
1. ↑  Zofia Radwańska-Paryska, Witold Henryk Paryski, Wielka encyklopedia tatrzańska, 2004, Wydawnictwo Górskie, Poronin ISBN 83-7104-009-1.
2. ↑  Zofia Radwańska-Paryska, Witold Henryk Paryski, Wielka encyklopedia tatrzańska, 2004, Wydawnictwo Górskie, Poronin ISBN 83-7104-009-1.